# Харсієс II (жрець Птаха)
Харсієс II (*д/н — 760 до н. е.) — давньоєгипетський діяч, верховний жрець Птаха в Мемфісі.

## Життєпис
Походив з XXII династії. Син Падіесета, верховного жерця Птаха, та …-Ірет-іру. Відомий за зображеннями разом з батьком на 2 стелах. На стелі, присвяченій похованню бика Апіса у 2-й рік панування фараона Памі зображений з батьком і братами.
770 року до н. е. старший брат Пефтжауауібастет передав йому посаду верховного жерця Птаха. Харсієс II продовжив політику політичного й економічного зміцнення влади свого роду в Мемфісі та околицях. Спорудив стелу, схожу на стелу батька. Помер близько 760 року до н. е. Йому спадкував син Анхефенсехмет II.

## Родина
- Такелот
- Анхпадіесет
- Анхефенсехмет II, верховний жрець Птаха